# Yom tov
Un yom tov (hébreu : יום טוב « jour faste ») désigne une date fixée par la Bible dans le calendrier hébreu comme convocation sainte.
De caractère joyeux, il se caractérisait au temps de la Bible par des offrandes particulières et, de nos jours, par des offices de prière et célébrations diverses. Le travail y est, comme à chabbat, interdit, en dehors des activités nécessaires à la préparation des repas de fête.

## Le yom tov dans les sources juives

### Dans la Bible hébraïque
La Torah (Nombres 28,17–29,39) indique six yamim tovim, six convocations saintes au cours desquelles toute réalisation de melekhet avoda (« œuvre servile ») est interdite :
- le 15e jour du premier mois, premier jour de hag hamatzot (« la fête des azymes »),
- le 21e jour de ce mois, septième jour de cette fête,
- le cinquantième jour du décompte de l’omer, yom habikkourim (« le jour des prémices »),
- le 1er jour du septième mois, appelé yom teroua (« le jour de la sonnerie »),
- le 15e jour de ce mois, premier jour de hag hasouccot (« la fête des tentes »),
- le 22e jour de ce mois, atseret (« [fête de la] clôture »).

À ces convocations s’ajoute le 10e jour du septième mois, yom hakippourim (« jour des propitiations »). Il a cependant le statut de shabbat shabbaton (« sabbat des sabbats ») et toute activité y est formellement proscrite, contrairement à un yom tov.
Par ailleurs, Esther et Mordekhaï tentent d’instaurer la fête des sorts (Pourim) comme nouveau yom tov (Esther 9,19 & 22) mais elle ne sera, en dépit de son nom, jamais considérée comme telle.

### Dans la littérature rabbinique
Le statut des yamim tovim fait l’objet du traité Beitza, septième de l’ordre Moëd (lois relatives au chabbat et aux fêtes juives).